# Star Spangled Rhythm
Star Spangled Rhythm – amerykański film muzyczny z 1942 roku, w którym występują najpopularniejsi aktorzy i wokaliści lat 40. XX wieku.

## Obsada
- Victor Moore jako William "Pop" Webster
- Betty Hutton jako Polly Judson
- Eddie Bracken jako Johnny Webster
- Walter Abel jako BG DeSoto
- Cass Daley jako Mimi
- Cecil B. DeMille jako on sam
- Preston Sturges jako on sam
- Edward Fielding jako Y. Frank Freemont
- Boyd Davis jako kapitan Kingsley
- Anne Revere jako Sarah (niewymieniona w czołówce)

Wykonawcy:
- Bob Hope
- Bing Crosby
- Fred MacMurray
- Franchot Tone
- Ray Milland
- Lynne Overman
- Dorothy Lamour
- Paulette Goddard
- Veronica Lake
- Arthur Treacher
- Sterling Holloway
- Walter Catlett
- Vera Zorina
- Mary Martin
- Dick Powell
- Alan Ladd
- Marjorie Reynolds
- Susan Hayward
- Eddie Anderson
- Katherine Dunham
- William Bendix
- Jerry Colonna
- Macdonald Carey

W filmie występują także Rod Cameron, Eva Gabor, Cecil Kellaway, Robert Preston, Woody Strode oraz Gary Crosby.